# Muezzin

Un muezzin invita alla preghiera dal minareto (dipinto di Jean-Léon Gérôme del 1879)

Nella liturgia islamica, il muezzin (pron. [mueʣˈʣin]; in turco müezzin, dall'arabo مؤذن muʾadhdhin) o muezzino, anticamente chiamato in Italia talacimanno, è la persona incaricata di salmodiare cinque volte (tra notte e giorno) dal minareto il richiamo (adhān) che serve a ricordare l'obbligo di effettuare validamente la preghiera islamica della ṣalāt.
La formula dell'adhān è nel sunnismo:
| Recite | Arabo                   | Translitterazione                   | Traduzione                                          |
| ------ | ----------------------- | ----------------------------------- | --------------------------------------------------- |
| 4x     | الله أكبر               | Allāhu Akbar                        | Dio è [il più] grande*                              |
| 2x     | أشهد أن لا اله إلا الله | Aš-hadu an lā ilāha illa Llāh       | Testimonio che non c'è altro dio all'infuori di Dio |
| 2x     | أشهد أن محمدا رسول الله | Aš-hadu anna Muħammadan Rasūlu Llāh | Testimonio che Maometto è il Messaggero di Dio      |
| 2x     | حي على الصلاة           | Hayya 'alā s-ṣalāh                  | Affrettatevi alla preghiera                         |
| 2x     | حي على الفلاح           | Hayya 'alāl-falāħ                   | Affrettatevi alla felicità                          |
| 2x     | الصلاة خير من النوم     | As-ṣalātu khayru min al-nawm        | Pregare è meglio che dormire**                      |
| 2x     | الله أكبر               | Allāhu akbar                        | Dio è [il più] Grande                               |
| 1x     | لا إله إلا الله         | Lā ilāha illallāh                   | Non c'è altro dio all'infuori di Dio                |

L’esortazione "Pregare è meglio che dormire", è recitata solo per la preghiera del mattino (ṣalāt al-fajr).
L'adhān per lo Sciismo è invece differente, perché aggiunge - tra i punti 5 e 6 - anche la formula ḥayya ʿalā khayr al-ʿamal (Orsù all'opera migliore) e perché pronuncia due volte il punto 7 della formula precedentemente esposta.
Il primo muezzin della storia islamica fu Bilāl, un liberto abissino dalla voce stentorea, affrancato da Abū Bakr che lo strappò alle torture del suo padrone indispettito per la conversione del suo schiavo.